# Caño de San Martín
La fuente llamada Caño de San Martín está situada en la ciudad de León (España), en la calle Plegarias, entre los muros de la iglesia de San Martín y el Ayuntamiento, en el ensanche urbano fuera de la muralla romana que fue en su día el llamado Burgo Nuevo. Consta de dos caños; cuando tuvo lugar su remodelación se le añadió una placa conmemorativa que informa de la época en que se hicieron las obras y las autoridades que ordenaron su ejecución. Se restauró y se adornó artísticamente en 1801, según reza la placa. El autor del diseño decorativo fue el arquitecto leonés Fernando Sánchez Pertejo. 

## Historia
Es una fuente muy antigua, aunque se desconoce la fecha exacta de su instalación pero se tienen noticias de ella desde 1530 gracias a un documento en que se notifica que el cabildo catedralicio y el ayuntamiento acordaron llevar el agua desde los primitivos caños de la plaza de Regla (plaza de la catedral) hasta el caño de San Martín.
También se habla de esta fuente en documentos de 1580 donde se describen las obras realizadas por el «maestro de hacer fuentes», Gonzalo de Bárcena. Poco a poco se fue configurando el barrio de San Martín con su plaza del mismo nombre, un barrio bullanguero y concurrido, con abundantes establecimientos comerciales hasta el punto que se llegó a conocer esta plaza como «plaza de las tiendas». Llegó al siglo XVIII con la misma actividad comercial además de los trabajos artesanales que dieron nombre a varias calles como Carnicerías, Platerías, Zapatería que a su vez originaron la apertura de tabernas y mesones. Toda esta actividad de vendedores, compradores y habitantes del barrio requirió el uso y disfrute de la fuente del Caño a la que las autoridades tuvieron que dedicarle la debida atención de puesta a punto no solo en su arquitectura sino en la conducción del agua. En 1722 la restauró Alonso Sánchez; en 1761 hubo que recomponerla otra vez y de nuevo en 1794 de manera que entrado ya el siglo XIX se tomó la decisión de hacer una obra en condiciones y ya que el arreglo iba a ser a fondo se decidió añadir una cierta decoración y una placa  en la que quedara bien evidente la intervención de los poderes públicos.

## Descripción

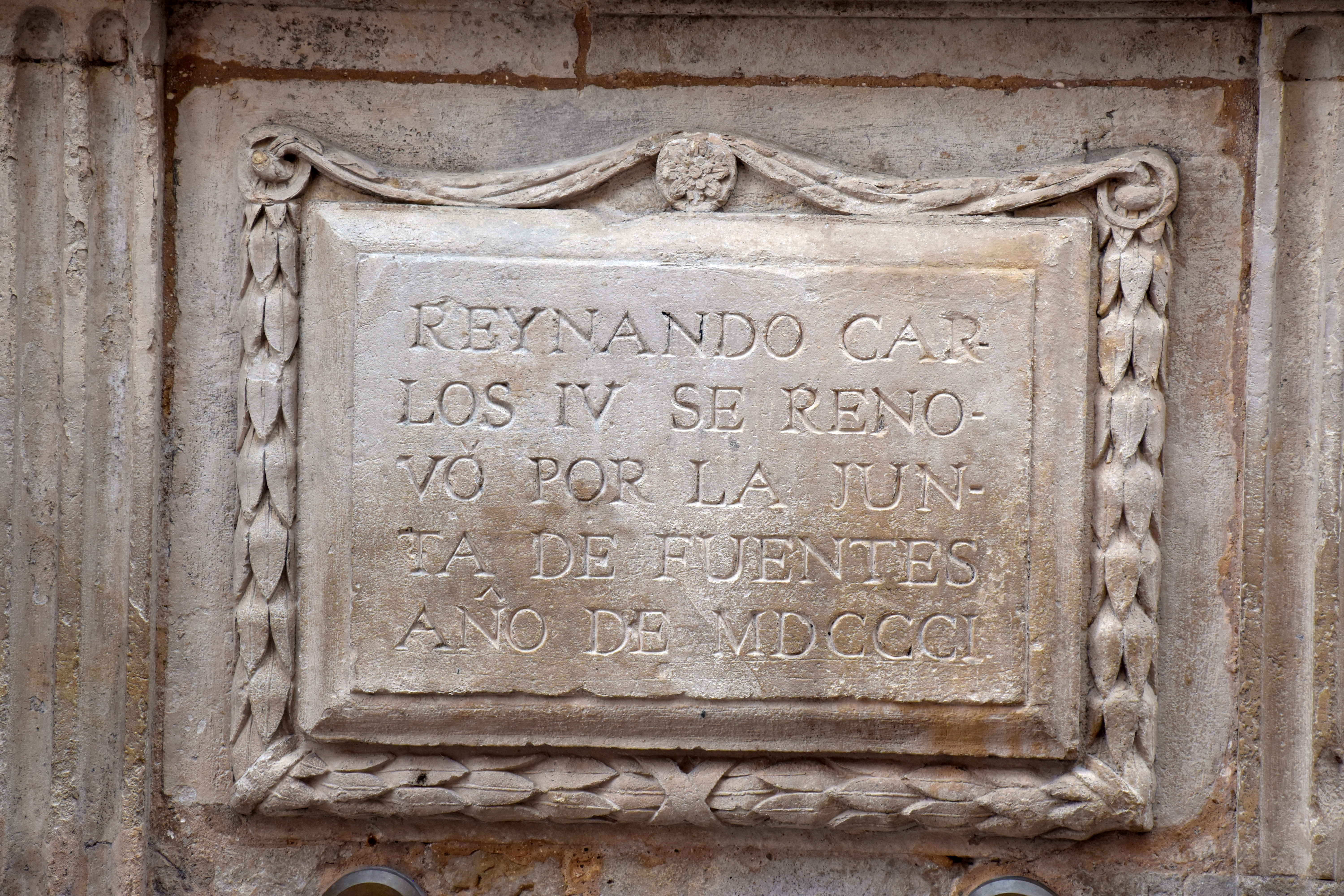
Placa conmemorativa

En primer término está el pilón rectangular de 2 m de largo realizado con piedra caliza llamada griotte El fondo del pilón forma un cuadrado limitado por dos pilastras de fuste acanalado en cuyo centro está la placa conmemorativa, limitada por una guirnalda hecha de hojas de laurel y rosetas donde está el texto que dice:

REYNANDO CARLOS IV SE RENOVÓ POR LA JUNTA DE FUENTES. AÑO DE MDCCCI

Finalmente la cornisa que está por encima y adornada con molduras se remata con un jarrón adornado con una greca griega y guirnaldas de hojas y flores. Por debajo de este cuadrado salen los dos caños de agua potable. El autor del diseño fue el arquitecto Fernando Sánchez Pertejo.